# Stoke-on-Trent
Stoke-on-Trent (uttal (fil); ofta förkortat till Stoke) är en stad i grevskapet Staffordshire i Västra Midlands i England, känd för sin keramiska industri. Den utgör kommunen City of Stoke-on-Trent. Staden består av sex stadsområden som förenades 1925 (räknat från norr Tunstall, Burslem, Hanley, Stoke-upon-Trent, Fenton och Longton) och har cirka 275 000 invånare (2008). Om man räknar med de mindre städer och samhällen som ligger omedelbart utanför stadsgränserna, däribland Newcastle-under-Lyme, har området runt en halv miljon invånare. Stoke ligger nästan mittemellan alla större städer i mellersta och norra England, såsom Manchester, Birmingham, Leicester, Nottingham, Liverpool och Sheffield.

## Historia
Stoke-on-Trent bildades genom sammanslagningen av sex ursprungligen separata städer och flera byar i början av 1900-talet. Det ursprungliga samhället som den sammanslagna staden tog sitt namn från var Stoke-upon-Trent, eftersom det var där förvaltningen och den viktigaste järnvägsstationen låg. Efter sammanslagningen framstod Hanley som stadens främsta kommersiella centrum, trots de ansträngningar som gjordes av dess rival, Burslem.

## Keramisk industri
Stoke-on-Trent inklusive Newcastle under Lyme anses vara keramikindustrins hemstad i England och är allmänt känd som The Potteries. Redan under 1600-talet blev Staffordshire centrum för tillverkningen av Toftware, en variant av så kallad slipware, den första engelska keramiken med en tydligt egen engelsk form. Tennglasyren och den fajans och majolika som tillverkades på annat håll i England fick inget genomslag här. I slutet av 1600-talet slog sig de båda bröderna Johan och David Elers från Nederländerna, vilka tidigare lärt sig stengodstillverkning i Köln ned i Staffordshire. De kom att kopiera det oglaserade kinesiska högbrända stengodset i så kallad Elersware. Flera keramiker i området gick över till stengodsproduktion, och flera porslinsliknande varianter fick fäste. Man fick även fram en vitare lera genom att bland piplera och krossad flinta i porslinsmassan, vid mitten av 1700-talet upptäcktes flintgodset här. I Barlaston som tillhör Stoke-on-Trent ligger en av Englands mest välkända porslinsfabriker, Wedgwood, som från slutet av 1700-talet blev den tekniskt ledande fabriken.

## Politik
Stoke-on-Trent är en enhetskommun (unitary authority) med en kommunfullmäktige med 44 medlemmar.
Arbetslösheten i Stoke-on-Trent är hög och staden har mycket droger i omlopp. I en landsomfattande undersökning hösten 2001 i "Sunday Times" visade det sig att Stoke-on-Trent är den värsta av samtliga 376 städer i England att bo i. I undersökningen hade man statistiskt kollat upp bland annat trafik, boendekvalitet, skolor, genomsnittslöner, arbetslöshet och brottsstatistik.

## Sport
Fotbollslaget Stoke City FC har sin hemmaarena (Bet365 Stadium) här. Även Port Vale, som spelar i Football League Two, hör hemma här och spelar sina matcher på Vale Park i Burslem.

## Förorter
- Bentilee
- Etruria
- Shelton
- Trentham

Se vidare Kategori:Stoke-on-Trent

## Kända personer
- Sir Stanley Matthews, legendarisk fotbollsspelare
- Slash, gitarrist i Guns N' Roses
- Ian Kilmister, mer känd som Lemmy; sångare och basist i Motörhead
- Robbie Williams, världskänd popartist
- Bill McGarry, internationell fotbollsspelare
- Adrian Rawlins, skådespelare
- Hugh Dancy, skådespelare
- Arnold Bennett, författare
- John Smith, kaptenen på Titanic
- Andi Watson, serietecknare
- Jonathan Wilkes, skådespelare och musiker
- Peter Coates, företagare
- Dennis Wilshaw, fotbollsspelare
- Tony "Bones" Roberts, gitarrist i stilbildande kängpunkbandet Discharge
- Eddie Hall, vinnare av Världens starkaste man 2017